# 雕琢

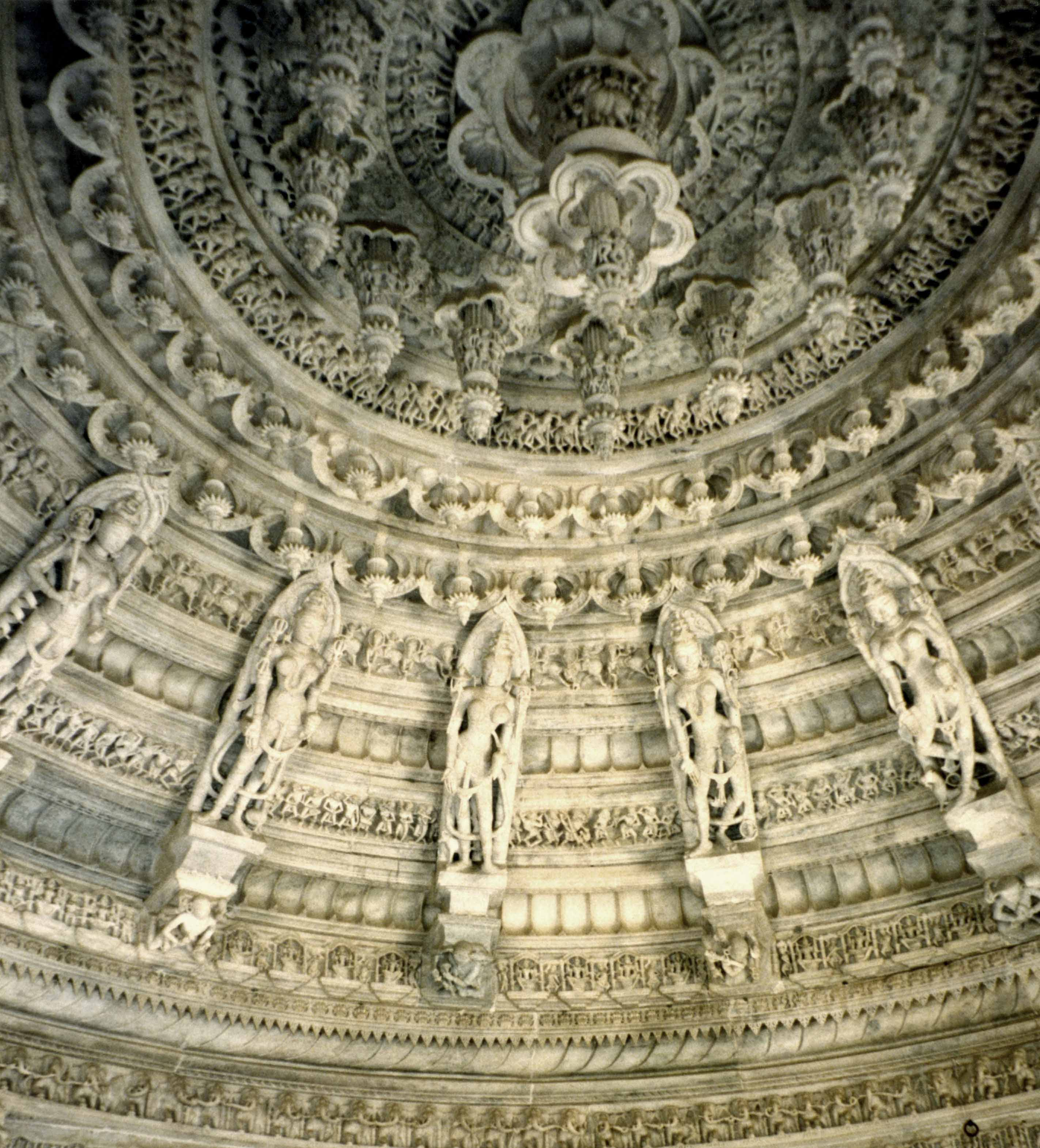
印度神廟天花板中的大理石彫刻

雕琢（英語：Carving），又稱彫刻，簡稱彫，指的是一種利用工具去刮某個物體，使之變為某種形狀的行为。
这种技术可以应用于任何材料，这些物體要足够坚固，即使在被人刮去一定量的材質後也能保持整體不坍塌，但又足够柔软，可以讓人們用工具刮走部分材質。雕刻作為製作石雕或木雕的一種方式，不同於使用粘土、水果和熔化玻璃等柔軟和可塑材料的方法，後者可以在柔軟時塑造成所需的形狀，然後硬化成該形狀。雕刻往往比使用可延展材料的方法需要更多的工作。
目前世界上的彫刻技法一般分為以下幾種：
- 骨彫
- 芯片彫刻
- 水果彫刻
- 葫蘆彫刻
- 冰彫
- 象牙彫刻
- 石雕
- 岩畫
- 菜彫
- 香蕉莖彫刻
- 木彫
- 鎳彫
- 樹彫
- 樹形文字

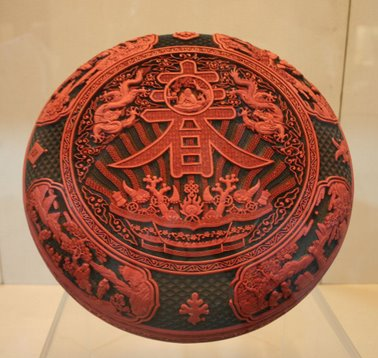
清朝的漆器彫刻，藏於南京博物館
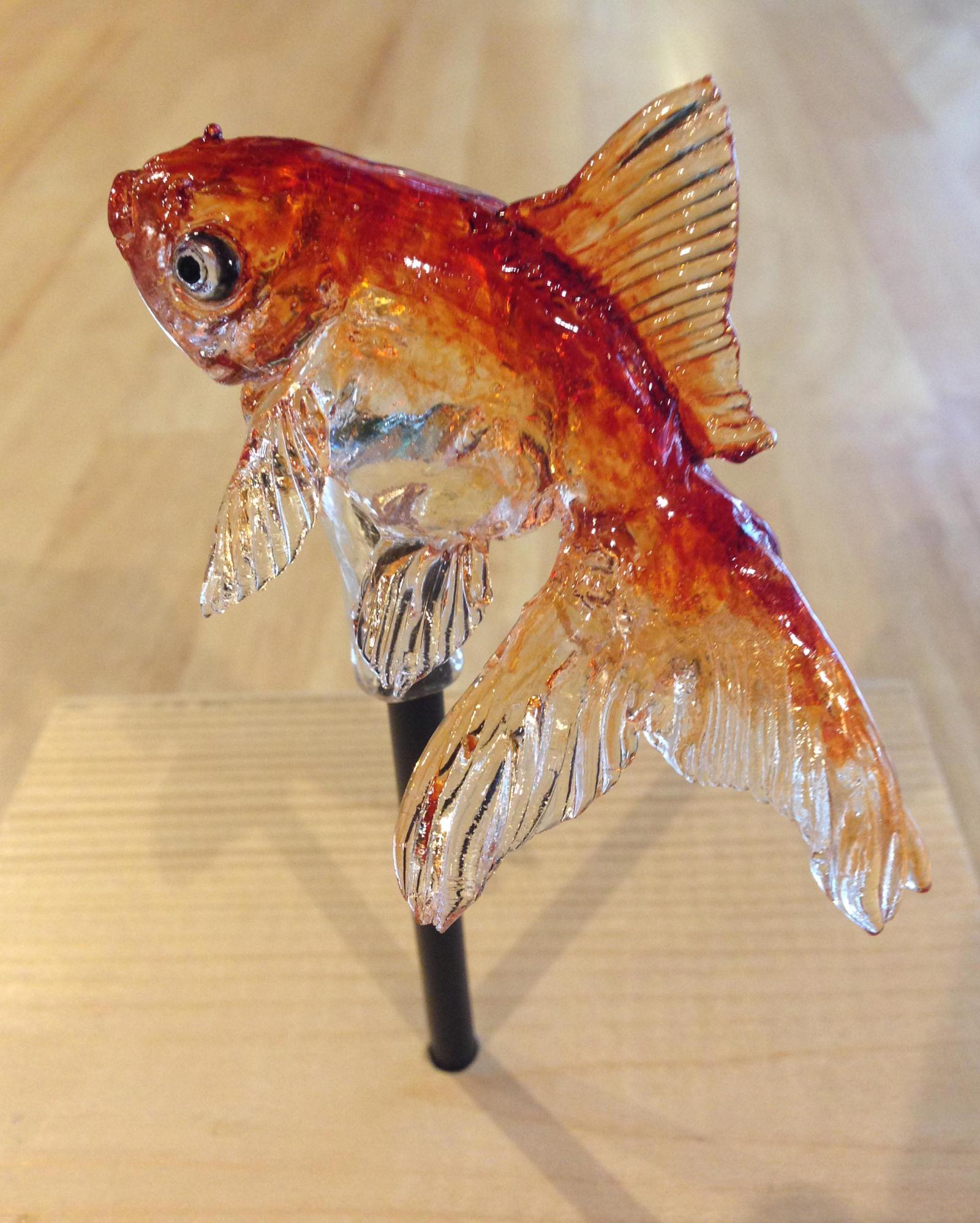
日本淺草寺的金魚彫刻，使用的是日本的一種叫“水飴”的軟糖
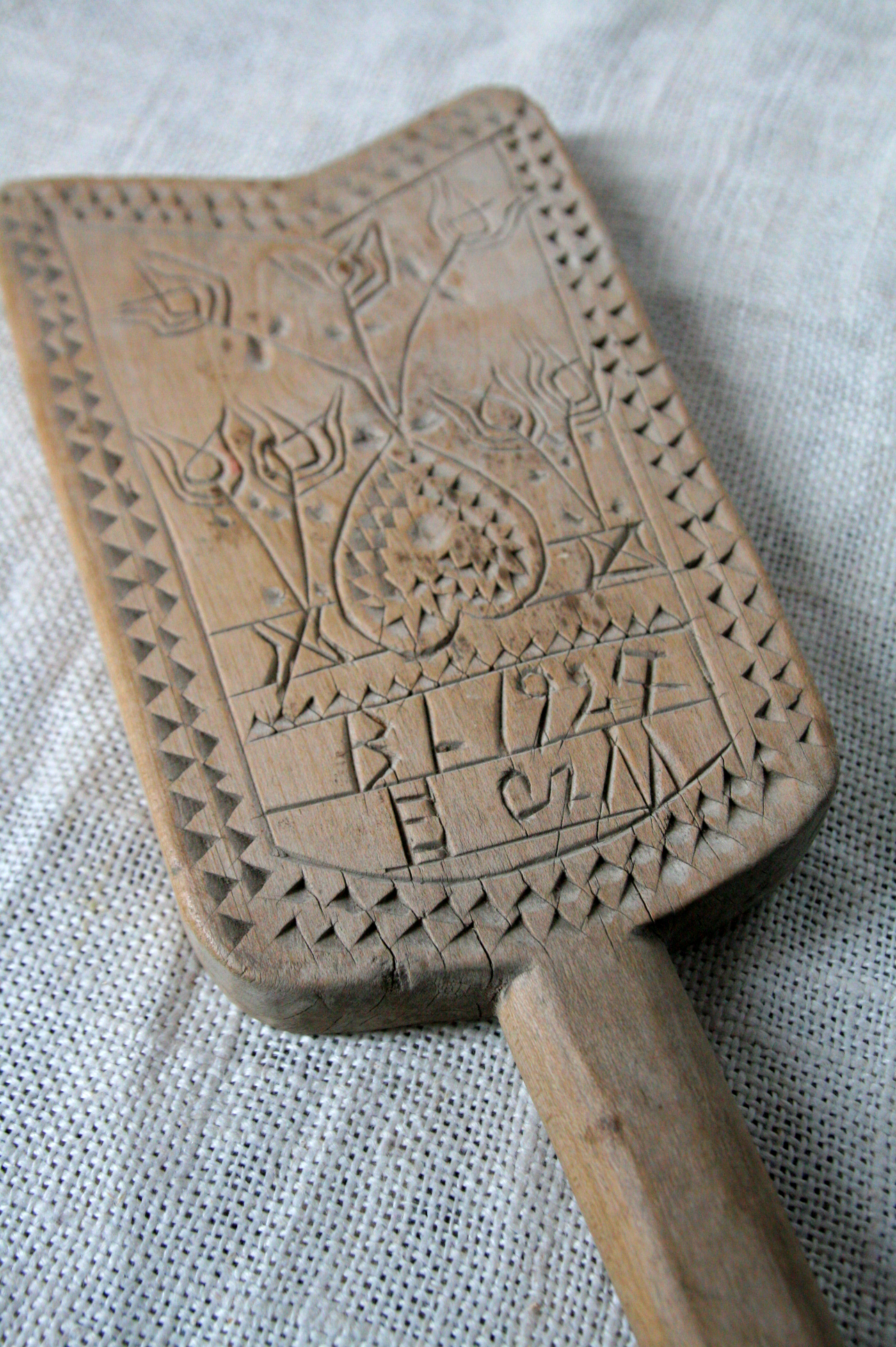
挪威木頭板上的彫刻，用於神靈占卜
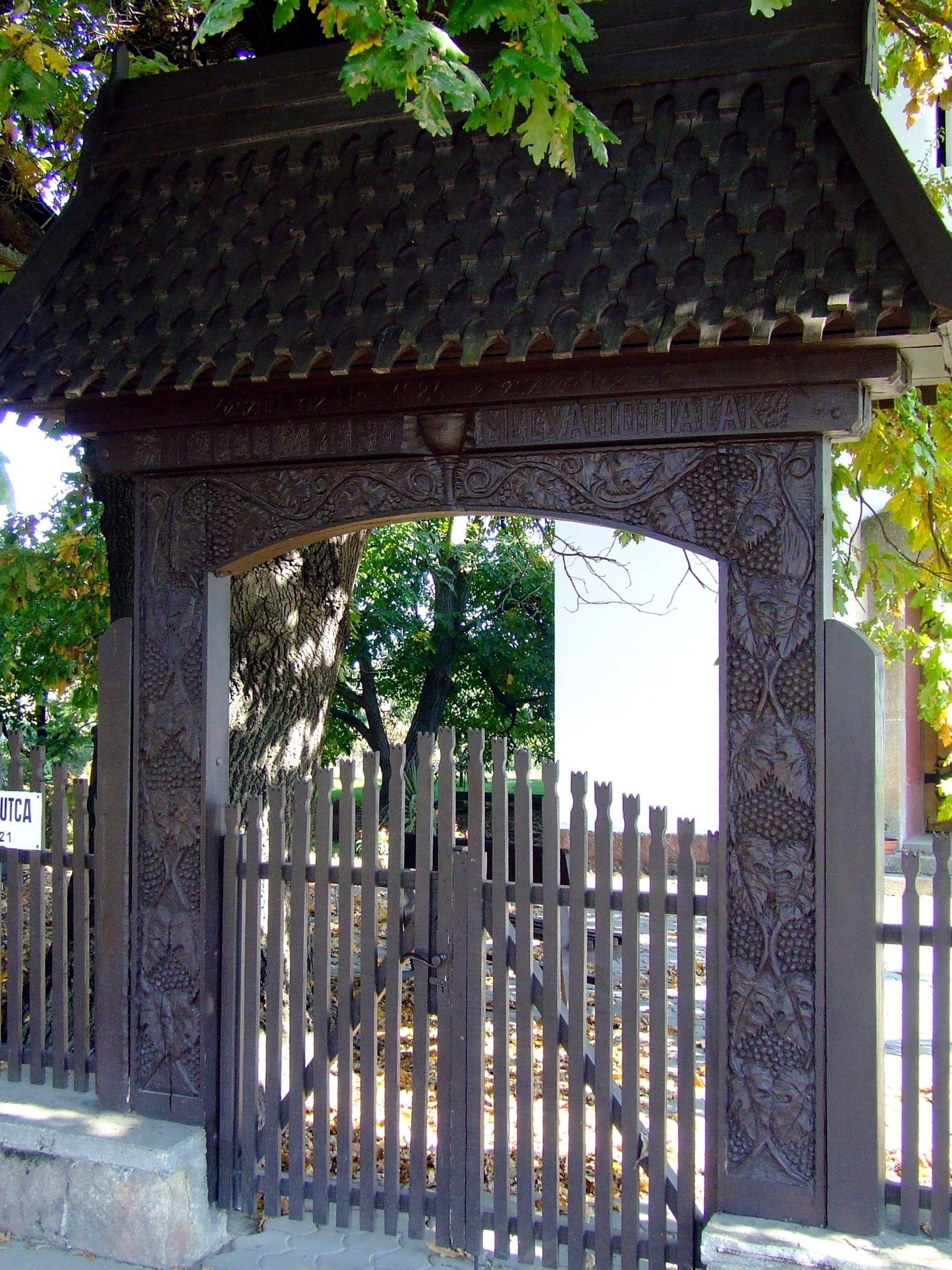
越南豪宅門上的葡萄彫刻
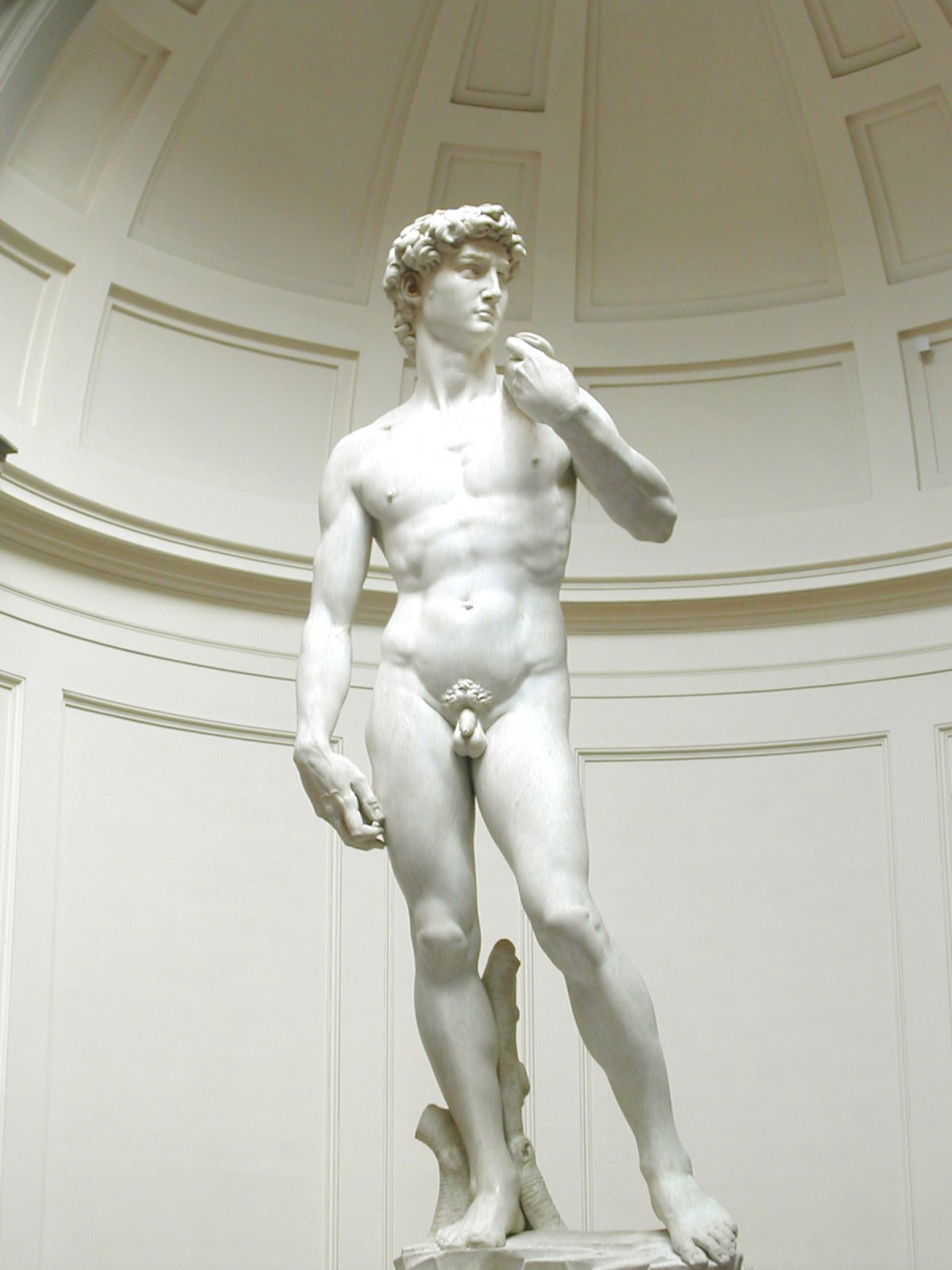
意大利米开朗基罗的大衛像
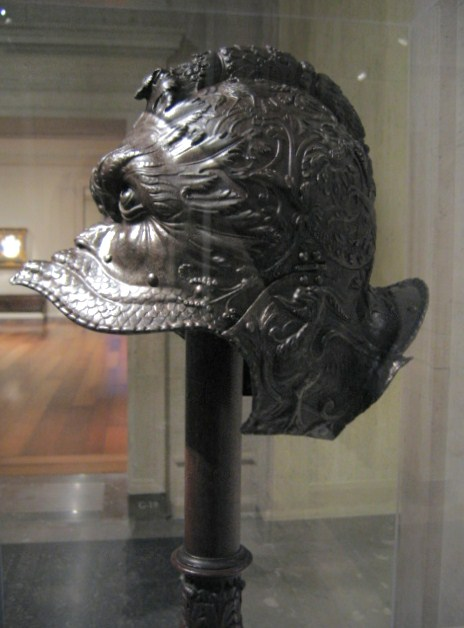
意大利文藝復興時期的頭盔，上面的彫刻
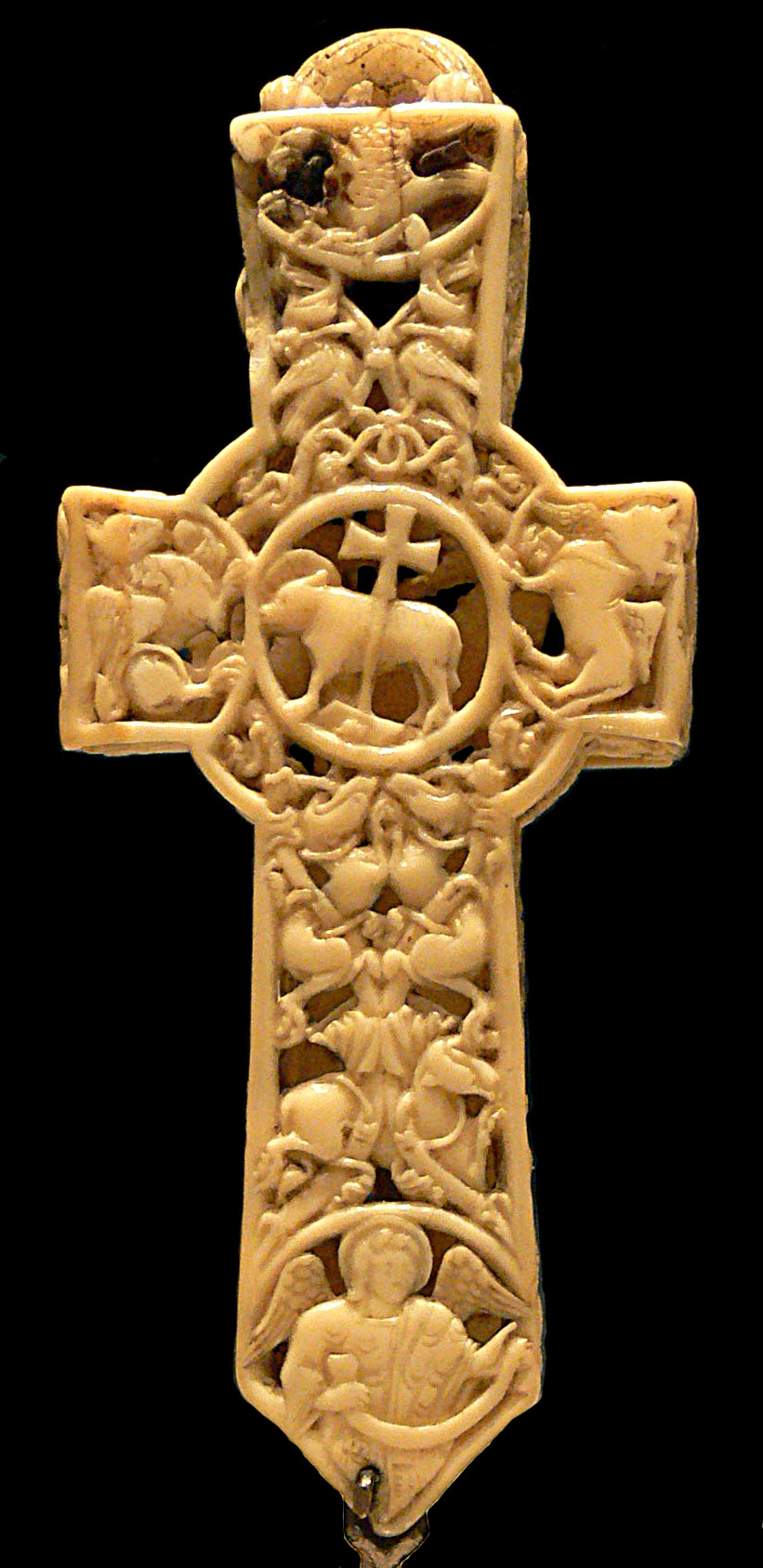
11世紀英國的象牙彫十字架